# UDP
 Denne artikel omhandler internetprotokollen UDP. Opslagsordet har også en anden betydning, se Uridindifosfat.
User Datagram Protocol, UDP er en protokol til overførsel af data. UDP er en del af Internet-protokolstakken, som oftest benævnes TCP/IP. I protokolstakken anvendes enten TCP eller UDP. UDP giver ingen garanti for at data kommer frem (eller rettere: Afsenderen får ikke besked hvis data ikke kommer frem, ligeledes får afsender ikke besked hvorvidt data er modtaget).
UDP tilhører OSI-modellens 4. lag. Derfor er der tilført "pakke-headeren" et lag yderligere. I forhold til IP er der tilføjet et portnummer. Dette portnummer bruges til "demultiplexing" (engelsk) af data, for at sørge for, at det rigtige data bliver leveret til den rigtige proces på computeren. Desuden yder UDP en checksum service, der garanterer at indholdet af en DatagramPacket (pakke) er intakt. Bevæger man sig et lag længere ned i protokol stakken, møder man netværk-lagets; IP-protokol, IKKE garanteret levering- eller modtagelse af pakker.
Transmissionshastigheden bestemmes af afsenderen uden hensyn til pakketab m.v. Protokollen er dermed velegnet til overførsel af data, hvor (konstant) hastighed er vigtigere end fuldstændighed. Eksempel herpå er internetradio. Protokollen brugs også til DNS, hvor forespørgsler og svar normalt kan være i enkelte pakker.
UDP udgør kun én procentdel af datatrafik i dag - alligevel har førende IT-specialister forudsagt at UDP-protokollen kommer til at udgøre 85% af datatrafik, indenfor få år.[kilde mangler]
Hvorfor? Netop fordi den er mere enkel. Den kræver mindre "overhead" og dermed mindre sendt data overført (aktuelt data + overhead).